# 다가와시
다가와시(일본어: 田川市)는 일본 후쿠오카현 중앙부에 있는 시이다.
지쿠호 지방을 구성하는 지자체 중 하나이자 다가와 지구의 중심 도시이며 기타큐슈 도시권에 속한다. 지쿠호를 대표하는 도시 중 하나로 이즈카시, 노가타시와 함께 지쿠호 삼도(筑豊三都)로 거론된다. 단코부시(炭坑節, 후쿠오카현의 민요)의 발상지로도 알려져 있고 지쿠호 최대의 탄광 도시 역사를 살린 마을 만들기를 하고 있다.

## 지리
후쿠오카현의 거의 중앙부에 위치한다. 기타큐슈시 중심부에서 남서쪽으로 약 30km, 후쿠오카시에서 북동쪽으로 약 50km, 유쿠하시시에서 서쪽으로 약 20km 거리에 있다. 옛 부젠국에 속했기 때문에 기타큐슈시나 유쿠하시시 등 게이치쿠 지역과의 관계도 깊고 경제적으로 기타큐슈 도시권의 5% 권역에 속한다.
북쪽을 제외하고 동쪽, 서쪽, 남쪽 세 방면이 산으로 둘러싸여 있다. 동쪽에는 다가와의 상징이기도 한 가와라다케, 서쪽에는 후나오산, 남쪽에는 일본에서 영봉으로 알려져 있는 히코산을 주봉우리로 하는 산들이 줄지어 있다. 평야부에는 히코산에서 발원하는 히코산강과 주간지강이 흘러 하류의 평야부와 연결된다.

### 기후
세 방면이 산으로 둘러싸인 내륙부에 위치하기 때문에 겨울에는 방사 냉각으로 추워지기 쉽고 눈이 내리면 쌓이기도 한다. 여름에는 무더운 날이 많아 35도 이상 올라가는 날도 있다.

### 인접하는 자치체
- 다가와군 가와라정, 이토다정, 후쿠치정, 가와사키정, 오토정
- 이즈카시
- 가마시

## 역사

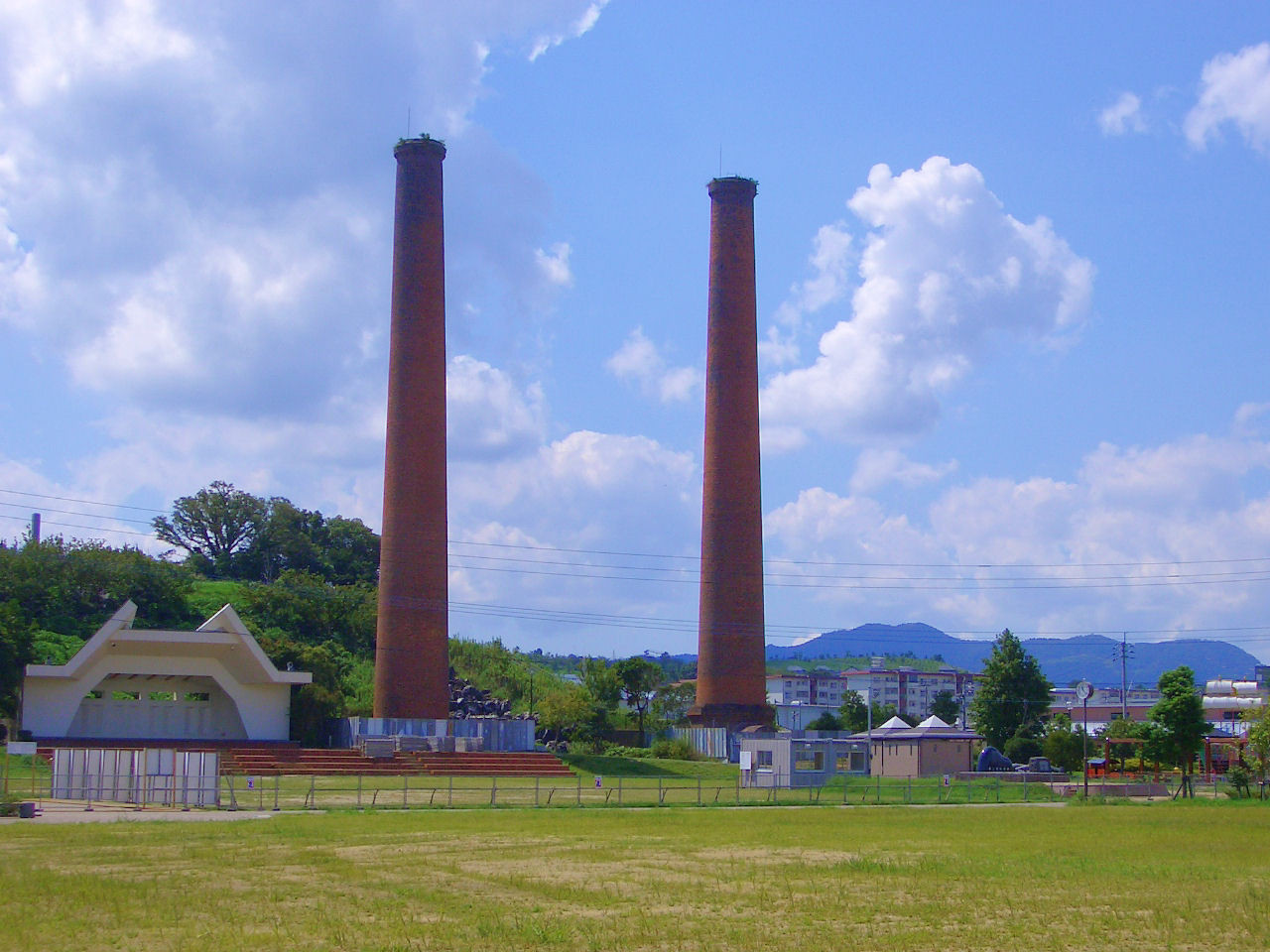
미쓰이 다가와 광업소의 굴뚝(현 다가와시 석탄역사박물관)

메이지 시대 말부터 다가와는 미쓰이를 중심으로 한 지쿠호 지방 최대의 탄광 도시로 번창했다. 1900년에 미쓰이 다가와 광업소가 설립되면서 일본 전역에서 이주자가 유입되었다. 1943년 11월 3일에 고토지정과 이타정이 합병해 다가와시가 탄생했고 1950년대에는 인구가 10만 명을 돌파했다. 그러나 1960년대 에너지 혁명으로 주 에너지원이 석탄에서 석유로 전환되면서 석탄 산업은 쇠퇴하였다.
폐광 이후 인구는 전성기의 절반까지 감소했지만 산업 구조 전환을 향한 대처를 하고 있다. 기타큐슈 공업지대와 가까운 지리적 이점을 살려 탄광 철거지를 공업단지로 재활용해 기업 유치가 진행되고 있다.

## 경제
석탄 산업과 함께 근대의 다가와시를 지탱해 온 시멘트 산업은 현재도 남아 있어 시 서부의 후나오산에서 석회석 채굴을 하고 있다.

## 교통

### 철도
- 규슈 여객철도
  - 히타히코산선
  - 고토지선

- 헤이세이 지쿠호 철도
  - 이타선
  - 다가와선
  - 이토다선

### 도로
- 국도 201호선
- 국도 322호선